# Bounama Touré
Bounama Touré; znamy również jako Toubabou Dior (ur. 12 lutego 1953, zm. 11 kwietnia 2016 w Dakarze) – senegalski zapaśnik walczący przeważnie w stylu klasycznym. Olimpijczyk z Barcelony 1992, gdzie zajął jedenaste miejsce w kategorii 130 kg.
Brązowy medalista igrzysk afrykańskich w 1991 i piąty w 1995. Czterokrotny medalista mistrzostw Afryki w latach 1984 – 1992.